# 布庫雷什奇鄉
46°08′N 22°52′E / 46.133°N 22.867°E
布庫雷什奇鄉（羅馬尼亞語：Comuna Bucureșci, Hunedoara），是羅馬尼亞的鄉份，位於該國西部，由胡內多阿拉縣負責管轄，面積69平方公里，海拔高度461米，2007年人口1,748，人口密度每平方公里25人。